# Cubilia heathi
Cubilia heathi là một loài bọ cánh cứng trong họ Cerambycidae.